# Чон Джэ Хон
Чон Джэ Хон (кор. 정재헌, р.1 июня 1974) — южнокорейский стрелок из лука, чемпион мира, призёр Олимпийских игр.

## Биография
Родился в 1974 году. В 1992 году завоевал серебряную медаль Олимпийских игр в Барселоне в личном первенстве. В 1999 году завоевал бронзовую медаль чемпионата мира в помещении. На чемпионате мира 2005 года стал обладателем золотых медалей в личном и командном первенствах.